# Disparition de Lars Mittank
 (juillet 2023).
La mise en forme du texte ne suit pas les recommandations de Wikipédia : il faut le « wikifier ».
Les points d'amélioration suivants sont les cas les plus fréquents. Le détail des points à revoir est peut-être précisé sur la page de discussion.
- Les titres sont pré-formatés par le logiciel. Ils ne sont ni en capitales, ni en gras.
- Le texte ne doit pas être écrit en capitales (les noms de famille non plus), ni en gras, ni en italique, ni en « petit »…
- Le gras n'est utilisé que pour surligner le titre de l'article dans l'introduction, une seule fois.
- L'italique est rarement utilisé : mots en langue étrangère, titres d'œuvres, noms de bateaux, etc.
- Les citations ne sont pas en italique mais en corps de texte normal. Elles sont entourées par des guillemets français : « et ».
- Les listes à puces sont à éviter, des paragraphes rédigés étant largement préférés. Les tableaux sont à réserver à la présentation de données structurées (résultats, etc.).
- Les appels de note de bas de page (petits chiffres en exposant, introduits par l'outil «  Source ») sont à placer entre la fin de phrase et le point final[comme ça].
- Les liens internes (vers d'autres articles de Wikipédia) sont à choisir avec parcimonie. Créez des liens vers des articles approfondissant le sujet. Les termes génériques sans rapport avec le sujet sont à éviter, ainsi que les répétitions de liens vers un même terme.
- Les liens externes sont à placer uniquement dans une section « Liens externes », à la fin de l'article. Ces liens sont à choisir avec parcimonie suivant les règles définies. Si un lien sert de source à l'article, son insertion dans le texte est à faire par les notes de bas de page.
- La présentation des références doit suivre les conventions bibliographiques. Il est recommandé d'utiliser les modèles {{Ouvrage}}, {{Chapitre}}, {{Article}}, {{Lien web}} et/ou {{Bibliographie}}. Le mode d'édition visuel peut mettre en forme automatiquement les références.
- Insérer une infobox (cadre d'informations à droite) n'est pas obligatoire pour parachever la mise en page.

Pour une aide détaillée, merci de consulter Aide:Wikification.
Si vous pensez que ces points ont été résolus, vous pouvez retirer ce bandeau et améliorer la mise en forme d'un autre article.
 (juillet 2023).
Lars Joachim Mittank
Lars Joachim Mittank (né le 9 février 1986) est un Allemand disparu le 8 juillet 2014, près de l'aéroport de Varna à Varna, en Bulgarie. Lars Mittank était en vacances à la station balnéaire de Golden Sands, où il aurait été impliqué dans une bagarre, et n'a ensuite pas pu rentrer chez lui avec ses amis pour des raisons de santé. Il a été documenté qu'il agissait étrangement lorsqu'il était seul en Bulgarie. Il a appelé sa mère en affirmant que des gens essayaient de le tuer.
Le jour où il devait rentrer chez lui, Mittank s'est rendu à l'aéroport de Varna pour consulter un médecin. Il a ensuite été vu sur des images de sécurité de l'aéroport en train de sortir de l'aéroport et de se diriger vers une forêt adjacente. Il n'a jamais été revu depuis. L'affaire a suscité un vif intérêt et la fréquence à laquelle les gens ont visionné les images de lui fuyant l'aéroport l'a amené à être nommé « la personne disparue la plus célèbre sur YouTube ».

## Contexte
Lars Mittank, né le 9 février 1986, à Berlin, en Allemagne, grandi à Itzehoe, dans le Schleswig-Holstein, et y a vécu toute sa vie. Il travaillait dans une centrale électrique, avait des amis et une petite amie. Il rendait fréquemment visite à ses parents. Son père ayant subi un accident vasculaire cérébral, il a souvent aidé ses parents, chez eux, après le travail. Il a été décrit comme une personne normale.

## Comportement inhabituel et disparition
Le 30 juin 2014, Mittank, 28 ans, s'est rendu avec cinq de ses amis à Varna, en Bulgarie. C'était son premier voyage hors d'Allemagne. Le groupe a passé ses vacances au Golden Sands, une station balnéaire juste à l'extérieur de la ville de Varna. « La semaine est passée très vite », a déclaré Paul Rohmann, l'un de ses amis, en 2016 à la télévision allemande. « Nous nous sommes relaxés sur la plage, avons nagé dans la piscine, joué au football, sommes allés en boîte. Il était détendu. Il était de bonne humeur.» Un autre de ses amis, Tim Schuldt, a déclaré que Mittank ne mangeait pas beaucoup, qu'il ne mangeait qu'un petit bol de soupe ou une petite salade à la fois. Ses amis n'ont signalé aucun comportement anormal supplémentaire de Mittank jusqu'à la dernière partie du voyage.
Le 6 juillet 2014, la veille de leur retour chez eux, Mittank et ses amis se trouvaient dans un bar de la ville et il s'est disputé avec d'autres ressortissants allemands à propos du football. Mittank, fan du club de football du Werder Brême, avait des différents avec les supporters du Bayern Munich. Il s'est ensuite séparé de ses amis devant un restaurant après avoir quitté le bar et a disparu pour le reste de la nuit. Mittank s'est présenté au complexe le lendemain matin et a dit à ses amis qu'il avait été passé à tabac par quatre hommes embauchés par le groupe de supporters avec lesquels il n'était pas d'accord la nuit précédente. Le combat a entraîné une blessure à sa mâchoire et une rupture du tympan. Il est allé voir un médecin qui lui a déconseillé de prendre l'avion en raison de sa blessure et lui a prescrit un antibiotique, du cefprozil (500 mg). Les amis de Mittank voulaient rester avec lui, mais il a insisté sur le fait qu'il allait bien et leur a dit de suivre le plan de voyage initial et de rentrer chez eux le 7 juillet, ce qu'ils ont fait.
Mittank a quitté le complexe en même temps que ses amis et s'est enregistré à l'hôtel Color Varna pour une nuit. L'hôtel était bon marché et proche de l'aéroport. Cependant, un jour après le départ de ses amis, il a commencé à agir de manière paranoïaque. Pendant son séjour à l'hôtel, il a appelé sa mère, Sandra Mittank. En murmurant, il lui a dit que des gens essayaient de le tuer ou de le voler et qu'elle devait bloquer ses cartes de crédit. Les caméras de sécurité  de l'hôtel l'ont enregistré, faisant les cent pas dans les couloirs, regardant par les fenêtres et se cachant dans un ascenseur. À 1 heure du matin, il a quitté l'hôtel avant de revenir environ une heure plus tard. On ne sait pas ce qu'il a fait dans l'intervalle. Au matin, il a de nouveau appelé sa mère, lui disant que les personnes qui le poursuivaient se rapprochaient.
Mittank a été vu pour la dernière fois à l'aéroport de Varna le 8 juillet 2014, le jour où il devait rentrer chez lui en Allemagne. Il a envoyé un message à sa mère disant qu'il était arrivé à l'aéroport. Il est ensuite allé consulter le médecin de l'aéroport, le Dr Kosta Kostov. Kostov décrira plus tard son comportement comme « nerveux et erratique ». Selon lui, il a dit à Mittank qu'il allait bien et qu'il pouvait rentrer chez lui. Cependant, Mittank n'a pas quitté son bureau, exprimant des doutes sur les médicaments qu'il prenait. À ce moment-là, un ouvrier du bâtiment est entré dans le bureau (l'aéroport était alors en rénovation). Kostov a déclaré que Mittank avait alors commencé à trembler. Il a crié : « Je ne veux pas mourir ici. Je dois sortir d'ici. » Il s'est alors levé et s'est enfui du bureau. Il a laissé derrière lui tous ses bagages, qui comprenaient son portefeuille, son téléphone portable et son passeport. Il a été filmé par les caméras de sécurité de l'aéroport alors qu'il fuyait le terminal. Une fois à l'extérieur, on peut le voir sur les images courir loin de l'aéroport, escalader une clôture, courir dans un pré et sprinter hors caméra en direction d'une forêt adjacente près de l'autoroute nationale bulgare A2. Ce sont ses dernières allées et venues confirmées,,.

## Spéculation et développements ultérieurs
Il n'y a pas d'accord définitif entre les experts et les membres de la famille quant aux causes du comportement de Mittank et dans quelle mesure sa paranoïa était ancrée dans la réalité. La mère de Mittank, ainsi que les médecins bulgares et allemands, soupçonnent que le comportement inhabituel de Mittank est le résultat d'un effet secondaire rare de l'antibiotique qui lui a été prescrit, le Cefprozil. Cet antibiotique est une céphalosporine connue pour induire des effets secondaires psychotiques, notamment des hallucinations et de la paranoïa,. Cependant, selon Kostov, Mittank n'avait pas pris ses médicaments. « Il n'a pas pris ces antibiotiques. Il n'a même pas rempli son ordonnance », a déclaré Kostov. « Donc, son comportement ne pouvait pas être le résultat de cela. Je ne peux pas penser à une seule raison pour laquelle il a quitté mon bureau dans une telle panique. Je suis toujours confus. » Sa mère a dit qu'il n'avait aucun antécédent de maladie mentale. Une dépression mentale causée par une maladie mentale non diagnostiquée a été discutée comme une explication possible de son comportement.
On ignore ce qui est arrivé à Mittank après sa fuite de l'aéroport. La police étant incapable de déterminer le sort de Lars Mittank, sa mère, Sandra Mittank, a engagé un détective privé, Andreas Gütig. Il a vérifié les dossiers des patients sans identification de l'höpital, mais n'a rien trouvé. Mittank avait de l'expérience dans la chasse, la pêche et le piégeage, mais on se demande s'il aurait pu survivre longtemps à l'extérieur en raison de la chaleur intense des étés et du manque de nourriture. Sa mère a exprimé sa conviction qu'il est toujours en vie, ayant peut-être perdu la mémoire,. Environ un an après sa disparition, un chauffeur de camion a cru l'avoir vu faire de l'auto-stop à Varna. Il y a eu de multiples observations de lui dans plusieurs autres pays, mais aucune n'a été confirmée,. En 2019, un chauffeur allemand de camion a conduit un auto-stoppeur de Dresde à Schildow à Oberhavel, Brandebourg. Le conducteur a pris connaissance de l'affaire Mittank plus tard et a déclaré que l'homme qui l'accompagnait ressemblait à une ancienne version de Mittank. Il a déclaré que l'homme avait les cheveux longs et une barbe. Il a aussi dit que ses yeux semblaient fatigués et que ses pommettes étaient saillantes.
Mittank a été décrit comme « la personne disparue la plus célèbre de YouTube ». En mai 2018, moins de quatre ans après sa disparition, les images de sécurité le montrant à l'aéroport avaient été visionnées plus de 16 millions de fois. La nature mystérieuse de l'affaire a conduit à de fréquentes discussions et à l'apparition de nombreuses théories. L'affaire reste non résolue.
Mittank mesure 180 cm, il a des cheveux blond foncé, ainsi qu'une cicatrice sur son avant-bras gauche.